# Adolphe de Ségur-Lamoignon
Adolphe Louis Marie de Ségur-Lamoignon, comte de Ségur-Lamoignon et 2e vicomte de Ségur-Lamoignon (Paris, 31 août 1800 - Méry-sur-Oise, 30 novembre 1876) est un homme politique français.

## Biographie

### Vie privée
Il est le fils d'Octave de Ségur, 1er comte de Ségur et de l'Empire (1779-1818) et Marie Félicité Henriette d'Aguesseau (1777-1847).
Il hérite du Château de Méry-sur-Oise de son beau-père en 1827.

### Vie publique
Il est le gendre d'Pierre-Chrétien de Lamoignon de Basville, comte de Lamoignon, dont il adjoint le nom en vertu d'une ordonnance du 13 décembre 1823. Il succéda à ce dernier à la Chambre des pairs, par droit héréditaire, le 17 mai 1828. Il y siégea jusqu'en 1848, avant de rentrer dans la vie privée.
Mort sans enfant, Edgar de Ségur, son neveu, fut autorisé à relever le nom de Lamoignon par décret du 24 septembre 1860.

## Famille
Il épouse, le 15 octobre 1823, Marie-Louise Marie-Louise Augustine Félicité de Lamoignon de Basville (1805-1860), fille de Pierre-Chrétien de Lamoignon de Basville, comte de Lamoignon et de Marie-Louise Félicité Augustine Molé. Ils n'ont pas d'enfant.

## Distinctions

### Décorations françaises
- Chevalier de la Légion d'honneur (décret du 30 avril 1836)[1].